# Raí
Raí, teljes nevén: Raimundo Souza Vieira de Oliveira (Ribeirão Preto, 1965. május 15. –) világbajnok brazil válogatott labdarúgó.
A brazil válogatott tagjaként részt vett az 1987-es és az 1991-es Copa Américán, illetve az 1994-es világbajnokságon.

## Sikerei, díjai
São Paulo
- Brazil bajnok (1): 1990–91
- Paulista bajnok (6): 1987, 1989, 1991, 1992, 1998, 2000
- Copa Libertadores (2): 1991, 1993
- Interkontinentális kupa győztes (1): 1992

Paris SG
- Francia bajnok (1): 1993–94
- Francia kupa (2): 1994–95, 1997–98
- Francia ligakupa (2): 1994–95, 1997–98
- Francia szuperkupa (1): 1995
- KEK győztes (1): 1995–96

Brazília
- Copa América ezüstérmes (1): 1989
- Világbajnok (1): 1994

Egyéni
- Bola de Prata (3): 1989, 1991, 1992
- Az év Dél-amerikai labdarúgója (1): 1992